# Ллойд Річардс (футболіст)
Ллойд Джордж Річардс (англ. Lloyd George Richards; нар. 11 лютого 1958, Кінгстон, Ямайка) — англійський та ямайський футболіст, півзахисник. У Футбольній лізі Англії грав за «Ноттс Каунті» та «Йорк Сіті», а в нижчих дивізіонах чемпіонату Англії — за «Ілкестон Таун».